# Bischofferoder Tunnel
Koordinaten: 51° 7′ 29″ N, 9° 46′ 16″ O

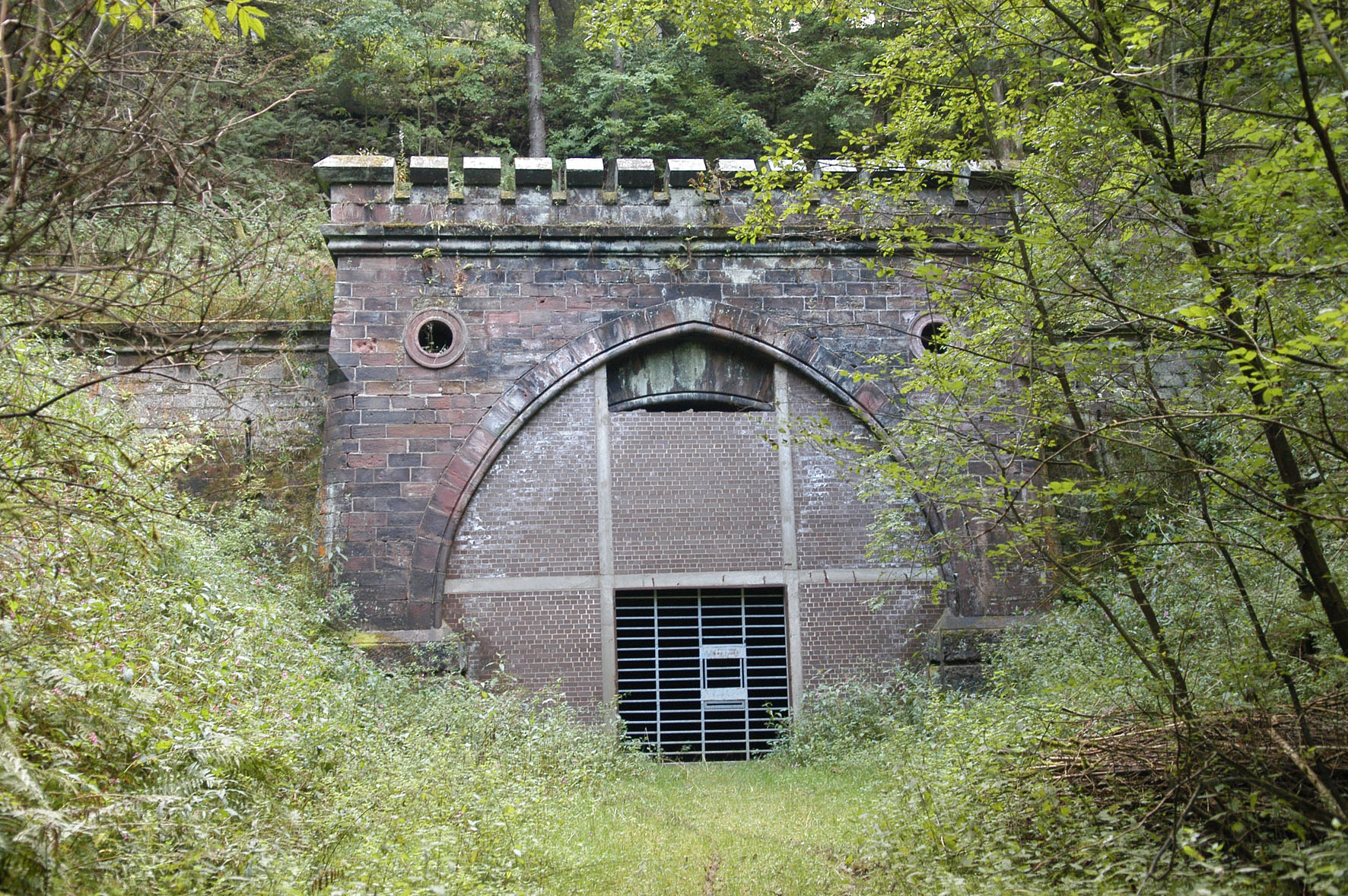
Bischofferoder Tunnel: Ostportal

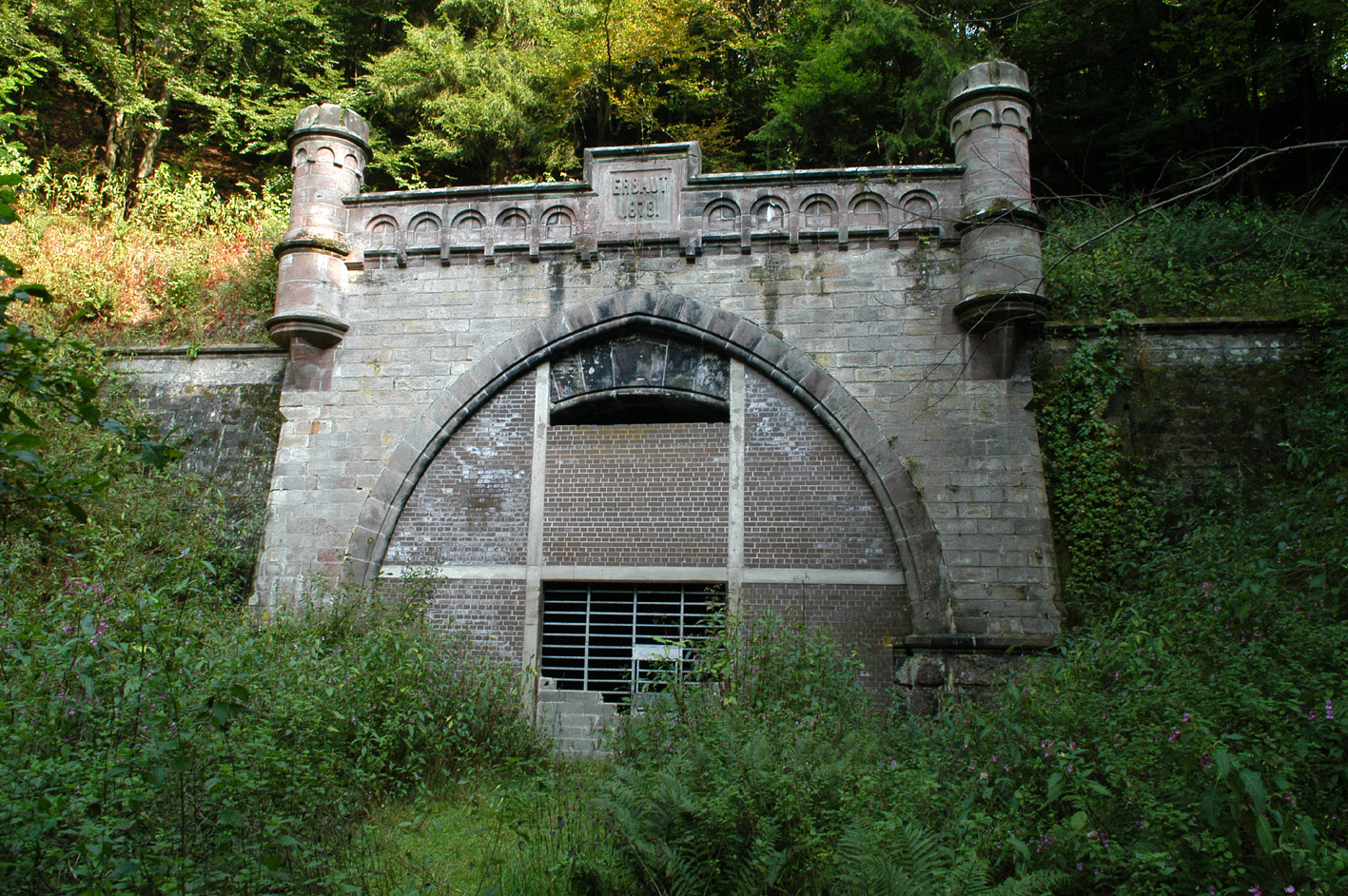
Bischofferoder Tunnel: Westportal

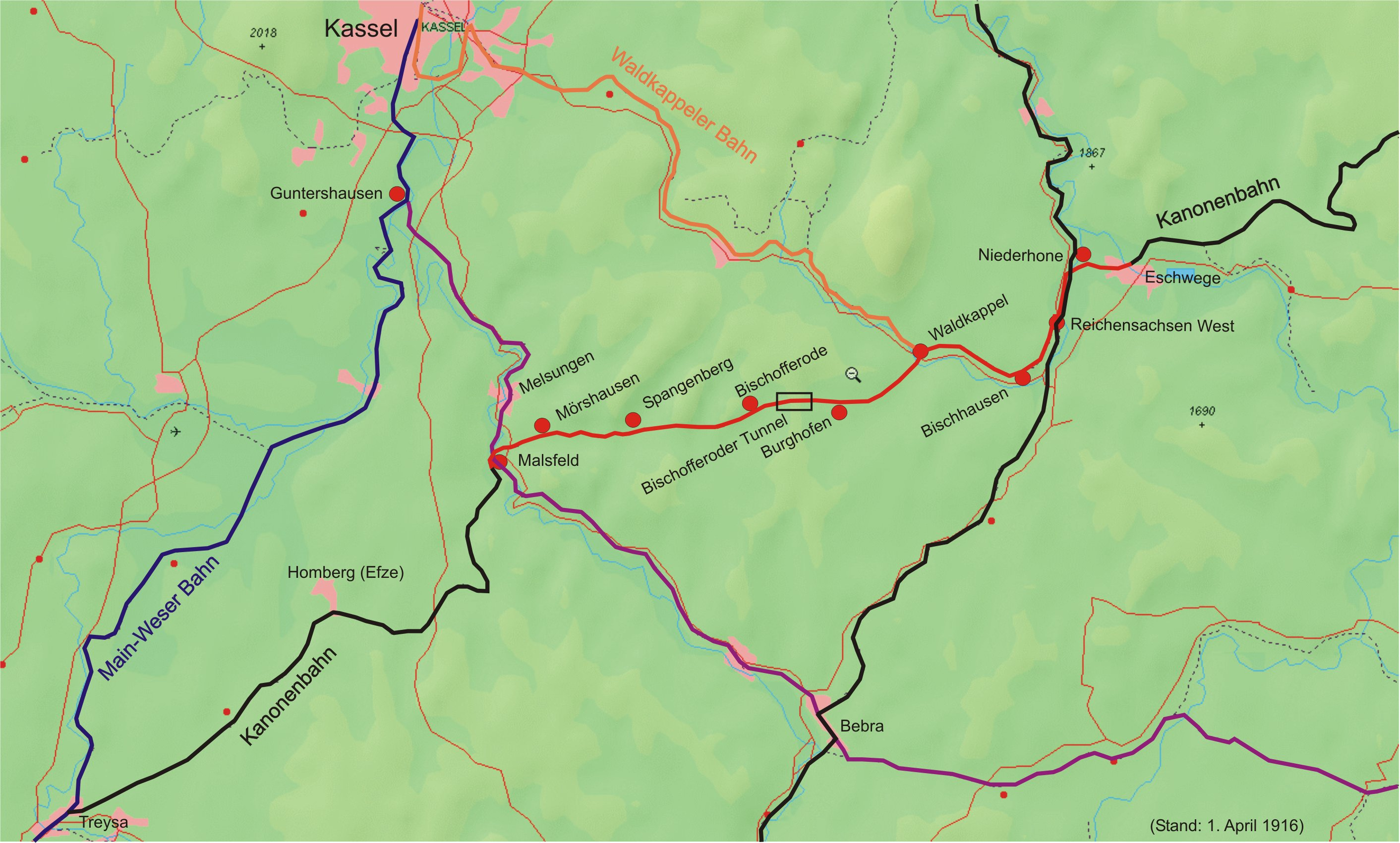
Trasse der Kanonenbahn zwischen Eschwege und Malsfeld

Der Bischofferoder Tunnel (auch Eisbergtunnel genannt) ist ein im Verlauf der Kanonenbahn liegender, stillgelegter Eisenbahntunnel im nordöstlichen Hessen (Deutschland). Das 1503 Meter lange Bauwerk befindet sich bei Streckenkilometer 70,36 und steht unter Denkmalschutz.

## Geographie
Der Bischofferoder Tunnel befindet sich auf der Grenze der Landkreise Schwalm-Eder im Westen und Werra-Meißner im Osten im nördlichsten Ausläufer des waldreichen Stölzinger Gebirges zwischen Spangenberg-Bischofferode und Waldkappel-Schemmern. Er quert den Bergkamm zwischen Fischbach- und Pfieffetal.
Der Tunnel führt genau unter der Stelle durch die langgestreckte Stölzinger Höhe, wo die Franzosenstraße (Abschnitt des Wanderweges „F 08“) die Landesstraße 3227 kreuzt. Er wurde nur ungefähr 700 m südlich der Petershöhe (441 m ü. NN) und 2,25 km (je Luftlinie) südlich des sich im Norden an diesen Berg anschließenden Eisberges errichtet.
Zu erreichen ist der Tunnel über die Landesstraße 3227, die unter anderen von Bischofferode über den Bergrücken, durch den der Tunnel verläuft, nach Hetzerode führt und die B 7 im Osten mit der B 487 im Westen verbindet.

## Tunnelbeschreibung
Der Tunnel wurde von 1876 bis 1878 errichtet. Die Tunnelportale befinden sich jeweils bei rund 340 m Höhe und haben neugotisch gestaltete Sandsteinfronten. Das Westportal, das sich östlich von Bischofferode steht, hat runde Erkertürme und eine Bogenbrüstung. Es trägt die Inschrift „Erbaut 1878“. Das Ostportal hat eine Zinnenbrüstung. Die 1503 Meter lange Tunnelröhre ist im Grundriss nordwärts gekrümmt und steigt zur Mitte hin leicht an.
Der für zweigleisigen Eisenbahnverkehr ausgelegte Bischofferoder Tunnel, durch den zuletzt nur ein Gleis führte, befindet sich am 40,41 km langen Kanonenbahn-Abschnitt Niederhone–Malsfeld, eine strategische Bahnlinie zwischen Berlin und Metz, auf der Güter (insbesondere Militärgut) und Personen befördert wurden. Dies geschah bezüglich des Tunnels offiziell vom 15. Mai 1879 bis zum 26. Mai 1974, als der Abschnitt Waldkappel–Malsfeld stillgelegt wurde.
Seit vermutlich Anfang der 1980er Jahre – darauf lassen alte Fotos schließen – sind die Portale des Tunnels bis auf eine jeweils kleine Ein- und Ausflugsöffnung für Fledermäuse zugemauert, wobei je eine zweiflügelige Tür integriert wurde. Im Dezember 2003 wurden die zerfallenen Türen beider Portale durch weitmaschige Metallgitter ersetzt.
Der nicht nur aus dem Bau des Tunnels und den Tunneleinschnitten entstandene Abraum wurde außer für Dammschüttungen auch auf „Die Kippe“ geschüttet, auf der sich heutzutage je ein Bolz- und Kinderspielplatz befinden. Im Tunnel gibt es aufgrund seiner offensichtlich guten Bausubstanz nur leichte Wassereinbrüche.

## Wirtschaftsgeschichte
Die Errichtung des Bischofferoder Tunnels, einiger Brücken und Aufschüttungen von Dämmen, die Verlegung der Gleise, der Bau von Bahnhöfen, Haltestellen und Dienstgebäuden, wie dem Bahnwärterhaus, das knapp 500 m vor dem Westportal steht und heutzutage ein Wohnhaus ist, führte kurzfristig zu einem wirtschaftlichen Aufschwung in der damals sehr wirtschaftschwachen hessischen Region.